# 정난교
정난교(鄭蘭敎, 1863년 1월 23일 ~ 1944년 12월 28일)는 조선 후기, 대한제국의 무신, 군인이자 일제강점기의 관료이다. 갑신정변에 행동대장의 한 사람으로 참여하였다. 갑신정변 실패 후 일본 망명생활 중에는 이규완, 유혁로 등과 함께 박영효, 김옥균의 신변 보호를 담당하였다.
1882년(고종 19년) 3월에 일본에 건너가 견문을 익힌 뒤 1883년 5월 서재필, 서재창, 이규완 등이 도착하자 도야마 육군 하사관학교에서 군사 훈련을 받았다. 1884년 5월 박영효의 명으로 귀국, 조련국의 교관이 되었다가 남행부장(南行部將), 좌영군사마(左營軍司馬), 전영군사마 등을 역임하였다. 이후 갑신정변에 가담, 12월의 정변 당시 행동 부대를 이끌고 참여하였으나, 청나라군의 출병으로 실패하자 서재필, 김옥균, 박영효, 이규완 등과 함께 망명하였다.
유혁로, 신응희(申應熙) 등과 함께 김옥균, 서광범, 박영효 등을 경호하였고, 조선에서 보낸 자객 장갑복과 지운영을 발각하였으며, 1894년(고종 31년) 3월 이규완, 유혁로와 함께 박영효 암살 목적으로 파견된 이일직을 체포하여 일본 경찰에 넘겼다. 1894년 귀국, 동학 농민 운동 토벌에 참여하였고 그해 12월에 사면되었으며, 1895년 2월 군무아문참의, 6월 육군부령(陸軍副領)을 거쳐 군부대신 관방장(軍部大臣官房長)으로 승진했고, 1907년 11월 대한제국 중추원 부참의를 지냈다. 1910년(융희 4년) 한일합방 이후에도 유임되어 조선총독부 소속 도 참여관(道參與官)이 되었다가 1921년 2월 공직에서 물러났다. 1927년 중추원 주임관 대우 참의가 되었다.
일본식 이름은 나카하라 유조(中原雄三), 나카하라 헤이키치(中原平吉), 우미히라 난로리(海平蘭敎) 등으로, 이 중 나카하라 유조는 갑신정변 실패 후 망명길에 치토세마루 선원 츠지 도쥬로(辻藤十郞)가 지어준 것이다. 본관은 해주(海州)로 다른 이름은 난교(闌敎)이고, 호는 표음양인(表音陽人)이다.

## 생애

### 초기 활동

#### 생애 초반
1863년(철종 14년) 1월 23일 충청남도 목천군 남면 신촌(현재 천안시 성남면 신촌)에서 정광렴(鄭光濂)의 셋째 아들로 태어났으며 일설에는 1864년(고종 1년)생 설도 있다. 그의 집안은 목천군의 지역 유지였다. 그의 초기 생애에 대해서는 알려진 것은 없다. 유복한 가정에서 자라나 어려서는 한학을 수학하다가 김옥균, 박영효, 서광범, 서재필 등 한성의 개화파 청년들과 교류하면서 개화파의 일원이 되었다. 무예를 익혔던 그는 훗날 서재필 등과 같이 정변의 지도자의 한 사람이면서 동시에 행동대를 이끄는 임무를 부여받게 된다. 후일 그는 경기도 장단군 진남면으로 이주해서 생활하였다.
어려서 시절 고향 천안에서 한학을 수학하다가, 소년기 무렵 한성으로 상경, 관직에 종사하던 형 정윤교(鄭倫敎)의 집인 한성부 동부(東部) 어의동(於義洞) 6통 5호에 거주하였다. 그리고 결혼 후, 경기도 장단군 진남면 동장리(津南面 東場里)로 분가하였다. 이후 문과에 여러 번 응시하였으나, 당시 문과는 명문가 자제들이 독식, 대신 사람을 매수하여 대과를 하였으므로 그는 번번히 낙방하고 불우한 나날을 보냈다.
1882년(고종 19년) 3월에 일본에 건너가 견문을 익힌 뒤 귀국하지 않고 일본에 체류하였다. 1883년 5월 서재필, 이규완, 서재창, 정행징, 임은명, 신응희, 유혁로 등 일본 유학생들이 도착하자 함께 육군 도야마 하사관학교(戶山下士官學校)에 입학하면서 인생의 중요한 전환점을 맞았다. 이 학교는 일본의 육군 하사관을 양성하는 학교였으며, 정난교를 비롯한 유학생 사관생도들은 김옥균의 계획에 따라 이곳에서 신문물을 익히고 1년 후 돌아왔다. 이후로 도야마 학교 사관생도 출신들은 김옥균, 박영효의 심복이 되었고, 자연스럽게 근대화의 모델을 일본에서 찾는 친일파로 활동하게 되었다.

#### 일본 유학
1882년(고종 19년) 3월에 일본에 건너가 견문을 익힌 뒤 1883년 5월 서재필, 서재창, 이규완 등이 도착하자 도야마 육군 하사관학교에서 군사 훈련을 받았다. 후에 개설된 조선 병조 조련국의 사관생도는 이때 일본의 호산(戶山) 학교 등에서 군사교육을 받은 사람으로, 신복모 서재필, 이규완, 신응희, 정난교 등을 비롯한 14명이었다. 이후 1884년 12월의 갑신정변에 가담, 정변 당시 행동 부대를 이끌고 참여하였으나 청나라군의 출병으로 실패하자 서재필, 김옥균, 박영효, 이규완 등과 함께 망명하였다.
1883년(고종 20년) 5월 그는 서재창, 신응희, 정행징, 임은명, 신중모, 윤영관, 하응선 등과 함께 일본 토야마 육군하사관학교(戶山陸軍下士官學敎)에 입학하였다. 뒤에 1884년(고종 21년) 1월 게이오 의숙을 수료한 서재필과 이규완 등도 합류하였다. 그러나 1884년 5월 귀국하게 된다. 이 무렵 박영효는 광주유수로 있으면서 일본에 유학하고 있던 사관생도 신복모, 이규완, 유혁로, 정난교 등을 귀국시켜 신식 군대의 양성에 착수했다. 인원은 600명으로, 정난교는 병조 조련국 교관의 한 사람으로 병력 훈련을 담당했다.
그가 도야마 학교에 입학하게 된 것은 김옥균이 개화파의 영향 아래 있는 청년들을 일본에 유학시키기로 하였기 때문이다. 김옥균은 개화파 청년들의 한 부류를 일본 육군 도야마 학교에 입학시켜 군사지식과 기술을 배우게 했다. 그리고 나머지 청년들은 전공 학교에서 정치, 경찰, 우편, 관세, 재정제도와 관련된 실무지식을 전문적으로 배우게 하였다. 군 계통의 유학은 1883년 정난교 등이 도야마 학교에 입학한 데서 시작되었지만, 이들 유학생들은 학자금이 점차 바닥이 나 1년 후 귀국하지 않으면 안 되었다.

#### 갑신정변 가담
1884년(고종 20년) 5월 박영효의 명으로 귀국, 조련국의 교관이 되었다가 육군의 부장(部將)에 임명되었고, 8월에 남행부장(南行部將), 9월 좌영군사마(左營軍司馬), 전영군사마(前營軍司馬) 등을 역임하였다. 1884년 여름 김옥균이 도야마 학교 출신들을 행동대로 앞장세워 일으킨 갑신정변에 사관생도로서 가담했다. 정난교는 서재필의 지휘로 방화와 살인 등 직접 무력을 사용하는 일에 참여를 맡았으며, 정변이 성공하자 경우궁(景祐宮) 내부경호를 담당하였다.
최초 거사는 1885년으로 잡혔으나 일행의 거사 계획이 서재필의 양이모부인 윤태준에게 발각되면서 서둘러 날짜를 정했고, 날짜는 1884년 12월 4일 우정국 낙성식 날로 정해졌다. 정변 거사 직전 정난교는 정보 수집 임무를 맡았으며, 11월 4일 박영효의 집에서 사전 모임이 있을 때, 다시 한번 그는 경우궁 내부경호와 행동대 1개 부대 지휘 임무를 부여받았다. 급진 개화파는 평소부터 양성, 규합해둔 이규완, 임은명, 정난교, 이인종, 윤경순 등의 사관생도와 그밖의 장사패 수십 명을 지휘하여 연일 각 방면의 정보를 수집하고 무기 구입 등에 착수하여 제반 준비를 서둘렀다.

### 갑신정변

#### 갑신정변 전야

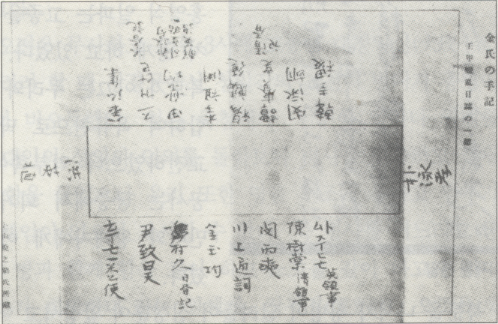
우정국 낙성식 좌석 배치도
(홍영식과 박영효가 중앙, 그밖에 좌우로 좌측은 김홍집, 스커더 홍콩영사, 전승균, 이조연, 목인덕, 담경지 청국공사, 민영익, 한규직, 우측으로는 푸트 공사, 윤치호, 스기무라 일본공사, 김옥균, 일본 통역, 민병석, 진수당 청국공사, 아주돈 영국영사 순)

1884년(고종 20년) 12월 2일 새벽 2시 박영효의 집을 방문하였다. 일행은 박영효의 집에 모여 갑신정변 직전 사전 준비를 하였다. 4일 거사할 각 부문의 담당자의 임무도 이때 최종 결정되었다. 그는 1개의 행동대를 지휘하여 움직였다. 12월 4일 오후 6시 우정국 낙성식 직후 갑신정변이 터지자 그는 대기하고 있다가 별궁 일대에 모인 장사들로 1개의 부대를 이끌고 궐내에 들어왔다.
김옥균의 친일 개화파들은 일본의 지원을 얻어 수구파 대신들을 살해하고 사흘 동안 정권을 장악했으나 청나라의 개입으로 실패하고, 김옥균, 박영효 등과 함께 북관왕묘에서 옷을 갈아입고 창덕궁 북문으로 빠져나갔다. 주조선일본공사 다케조에 신이치로(竹添進一郞)의 주선으로 일본 공사관에 숨었다가 영사관 직원 기노시타의 집에서 변장하고 인천에 내려가 치토세마루(千歲丸)호로 일본으로 망명을 떠났다. 이들의 망명 사건은 1942년 7월 조용만의 단편 소설 배 안에서의 소재가 되었다.

#### 정변 실패와 망명
12월 7일 청나라군이 한성부에 당도하여 국왕을 내놓을 것을 요구하였다. 홍영식은 박영교와 함께 사태가 어지러움을 알고 자신들이 국왕 내외를 인솔할테니 다른 동지들에게 피신을 권고하였다.
국왕을 보낸 후 무라카미 중대장은 퇴거의 대형을 편성했다. 일개 소대를 전위로 하여 다케조에 신이치로, 김옥균, 박영효, 서광범, 서재필, 이규완, 유혁로, 정난교, 신응희, 변수 등을 중앙에 세우고 행진하기 시작하였다. 유혁로는 일행과 함께 창덕궁 북관왕묘를 거쳐 북문에서 변장하고 빠져나와 일본 공사관으로 간다. 김옥균, 박영효, 서광범 등 개화당 5주역 가운데 4명과 변수, 유혁로, 이규완, 신응희, 정난교 등 5명은 다케조에 공사를 따라 이날 오후 9시경 일본 공사관에 들어갔다. 피신해 있던 김옥균, 박영효, 서광범, 서재필, 신응희, 이규완, 정난교, 유혁로, 변수 등과 몇몇 개화파는 몸에 맞지도 않는 양복을 걸쳤다.
1884년 12월 12일 일본공사 다케조에의 주선으로 유혁로는 일행과 함께 인천주재 주조선 일본 영사관 직원 고바야시의 주선으로 제일은행 지점장 기노시타의 집에 은신하였다. 그러나 묄렌도르프가 추격대대를 이끌고 오자, 기노시타의 배려로 일본인 옷으로 갈아입고 12월 12일 인천으로 피신했다.
김옥균과 박영효, 서광범, 서재필, 유혁로, 변수 등 생존자는 천신만고 끝에 인천에서 일본 상선 치도세마루(千歲丸)를 타고 일본으로 망명했다. 이들의 망명 사건은 1942년 7월 조용만의 단편 소설 배 안에서의 소재가 되었다.

#### 망명 과정
다케조에 신이치로의 도움을 받아 일본 공사관에 피신했다가 쓰기무라의 집에 은신해 있던 유혁로는 정난교, 이규완, 서재필, 신응희 등과 함께 인천에서 쓰지 가쓰자부로(辻勝三郞)의 배 지토세마루(千歲丸) 호를 타고 일본으로 망명한다. 12월 13일 일행은 묄렌도르프의 추격을 받던 중, 묄렌도르프는 외무독판 조병호(趙秉鎬)와 인천감리 홍순학(洪淳學)을 대동, 국적(國敵, 갑신정변 주동자들을 가리킴)을 내놓으라 하였다. 다케조에 신이치로가 승선한 김옥균, 서재필, 박영효, 이규완 외 일행에게 내리라고 하자 자결을 결심했지만, 지토세마루 선장 쓰지 가쓰자부로(辻勝三郞)가 다케조에 신이치로의 무책임함을 질타하고, 일행을 선박 지하 석탄실에 은신시킨 뒤, 그런 사람이 없다고 함으로써 무사했다. 일본으로 건너간 뒤 유혁로는 이규완, 서재필 등과 함께 자객들의 표적이 된 박영효와 김옥균을 경호하는 역할을 맡았다.
일본으로 망명한 갑신정변 주도 세력은 그곳에서 모두 일본 이름을 사용했다. 김옥균은 이와다 슈사쿠(岩田周作), 박영효는 야마자키 에이하루(山岐永春), 이규완은 아사다(淺田良), 정난교는 나카하라 헤이키치(中原雄三), 유혁로는 야마다 유이이치(山田唯一) 등으로 개명한 것이다.
일본의 이노우에 가오루는 자서전에서 배의 선원 쓰지 도주로(辻藤十郞)가 나가사키에서 김옥균 일행과 헤어질 때 이름을 지어주었다고 회상했다. 쓰지 도주로는 이들이 조선 이름으로 생활하다가 자객에게 발각될 것이라 하여 이들에게 기념으로 일본식 이름을 지어주었다.
| “ | 당신들이 일본에서 망명 생활을 하게 되면 조선 이름을 가지고는 살기가 불편할 것이오. 그러니 내가 기념으로 이름을 지어 주고 싶소. | ” |

그리고는 김옥균은 이와다 슈사쿠(岩田周作), 박영효는 야마자키 에이하루(山岐永春), 이규완은 아사다 료(淺田良), 유혁로는 야마다 유이이치(山田唯一), 정난교는 나카하라 유조(中原雄三)라고 지었다고 한다. 이 때의 사정이 이노우에 가오루의 자서전에 기록돼 있다.

### 일본 망명 생활

#### 1차 망명
여흥 민씨 측에서 보낸 자객 이일직 등이 여러 차례 박영효의 목숨을 노렸으나 정난교와 이규완의 활약으로 살아남게 된다. 일본으로 피신 이후 박영효, 이규완, 신응희, 유혁로 등과 함께 오랜 세월을 망명객으로 보내게 되었다. 이들의 목숨을 노리는 사람들이 많았기 때문에, 정난교는 일본에서 ‘나카하라 유조’(中原雄三)라는 이름으로 개명한 뒤 숨어지내면서 박영효와 김옥균 등 수뇌부의 무장 경호원 격으로 활동했다. 이후로도 그는 숨어지내며 여러 가지 변장을 하며 활동했고, 다시 나카하라 헤이키치(中原平吉)로 다시 이름을 개명하고도 여러 가명과 본명을 동시에 사용하여 목숨을 연명하였다. 그러나 갑신정변의 지도자 김옥균이 상하이에서 피살되어 시신이 국내에서 찢겨지기도 했다.
일본 망명 생활 중 그는 후쿠자와 유키치의 문하생이며 게이오 의숙 출신인 스나가(1868~1942)의 후원을 받았다. 게이오 의숙을 졸업한 스나가는 낭인 조직 현양사에 들어가 활동하면서, 김옥균, 박영효, 신응희, 정난교, 유혁로, 우범선, 이두황 등 조선인 망명객들과 두터운 교류를 가졌고, 그들을 물심양면으로 지원했다. 사노에 있는 그의 대저택에는 조선에서 온 망명객들의 발길이 끊이지 않았다고 한다.
김옥균 주변에는 갑신정변 이후 같이 망명 온 정난교 등이 주변을 지키고 있었고, 박영효도 도쿄에서 친린의숙이라는 서당을 운영하고 있어 주변에 사람들이 많아, 이들의 목숨을 노리는 것은 쉽지 않은 상태였다. 일본 체류 중 그는 노동으로 생계를 조달하는 것 외에 체력 단련으로 소일하였다. 일본에 있으면서 그는 유혁로, 신응희(申應熙) 등과 함께 김옥균, 서광범, 박영효 등을 경호하였고, 조선에서 보낸 자객 장갑복과 지운영(池運永)을 발각하였으며, 지운영이 소지한 조선국왕 고종의 임명장, 비수와 비밀서류 등을 압수하여 그 정체를 폭로하고, 일본 경시청에 넘겼다. 이후 이규완, 유혁로와 함께 박영효 암살 목적으로 파견된 이일직을 체포하여 일본 경찰에 넘겼다.
일본 체류 중 그는 이규완과 박영효의 토론 상대의 한 사람이었다. 미국으로 건너갔다가 1886년 1월 귀환한 박영효는 이후 건백서를 작성하여 고종에게 보낸다. 일설에는 그가 단순한 박영효의 경호만을 담당한게 아니라, 박영효의 정치담론 토론 상대였다는 견해도 있다. "당시 박영효는 일본에서 영어 학습을 시작으로 서양의 철학과 기독교에 심취해 있을 때였다. 이런 배경이 건백서의 내용에 반영된 것은 물론이다. 이런 글을 남기기 위해서 박영효의 주위에는 그의 수하였던 정난교, 이규완을 비롯한 이른바 토론 그룹이 있었을 것이다."라는 것이다.

#### 김옥균 암살 계획 탐지
1885년 6월 고종과 명성황후의 밀명을 받은 장은규(일명 장갑복)가 일본으로 건너왔다. 장은규는 의친왕의 생모 귀인 장씨의 친정오빠였다. 장은규가 장귀인의 오라비라는 것을 안 유혁로는 그를 경계할 것을 김옥균에게 제안했고, 김옥균은 장은규를 피함으로써 1차 암살 기도는 미수로 돌아갔다. 그러자 조선 조정에서는 역관 출신의 온건 개화인사인 지운영을 자객으로 파견하였다.
통리기무아문 주사로 근무 중 밀지를 받은 지운영은 1886년 2월 23일 인천을 출발하여 나가사키를 거쳐 고베에 도착한다. 그러나 김옥균은 지운영도 자객임을 간파하였다. 김옥균은 당시 고베를 떠나 도쿄에 은거 중이었다. 도쿄에 도착한 지운영은 이세강(伊勢勘) 여관에 투숙하며 인근에 살고 있는 김옥균에게 편지를 보내 면담을 요청했다. 두 사람은 과거 같이 근무한 적이 있었기에 도쿄까지 찾아와 한번 만나자고 하는 지운영의 제의에 김옥균이 응할만도 했지만 김옥균은 서신을 보내 지운영의 면담 제의를 거절했다. 지운영의 정체에 의혹을 느낀 김옥균은 거절하는 답신을 보낸다.
| “ | 나는 국사범이므로 만나면 도리어 귀찮아질 것이네. | ” |

김옥균은 정난교 등에게 지운영이 가져온 거사금 5만 엔을 갈취할 것을 제안한다. 김옥균은 함께 있는 동지 유혁로, 신응희, 정난교 등에게 지운영에게 접근하여 그가 공작비로 가져온 5만 엔의 돈을 빼앗자고 제안한다. 세 사람은 지운영을 만나 불평을 늘어놓았다.
김옥균은 갑신정변의 동지들로 일본에 같이 망명해 있던 유혁로, 정난교, 신응희 등을 지운영에게 접근시켜 지운영이 자객임을 증명하는 증거를 잡도록 했다. 유혁로 등은 지운영을 만나 이국에서 떠돌고 있는 자신들의 신세를 한탄하면서 김옥균을 비난하는 등 김옥균에게 큰 불만이 있는 것처럼 위장했다. 지운영은 유혁로 일행과 2,3개월 이상 만나면서 신뢰하게 되었다.

#### 2차 김옥균 암살 미수범 격퇴
그러던 어느날 지운영은 그들에게 김옥균을 처치하면 망명자의 신세에서 벗어날 수 있다고 설득하면서 자신은 국왕의 밀지를 받들어 김옥균을 죽이기 위해 왔으므로 제군은 자신을 도우라고 본색을 드러냈다. 지운영은 그 증거로 고종의 칙서를 보여주었다.
| “ | 명여로 특차도해포적사(特差渡海捕賊使)인 바 임시계획을 일임 편의요, 위국사무(爲國事務)도 역위전권(亦爲全權)하니 물핍거행(勿乏擧行)할 사 이 사람은 명을 받은 특차도해포적사이니 임시계획은 편의로 일임하며 나라를 위하는 일 역시 전권을 위임하니, 조선의 신민이라면 핍박하지 않고 거행하도록 하라. | ” |
|   | — 대군주모(大君主募) |   |

발행 일자는 1885년 5월로 되어 있고 국왕의 옥쇄(대군주모)까지 찍힌 이 칙서의 진위 여부는 알 수 없으나, 어쨌든 "바다 건너의 역적을 체포하는 특명을 부여한다"고 되어 있다. 게다가 김옥균 살해에 성공한 자에게는 5천 엔을 지불한다는 지불보증서도 가지고 있었다. 지운영은 한성에서 품고 온 비수도 보여주었다.
정난교 등 3인은 지운영을 포박한 뒤 구타, 위협해 가지고 있던 칙서와 비수 등을 빼앗았다.
지운영이 체포되자 함께 동행한 자객은 이를 조선 정부에 보고했다. 조선 정부가 지운영의 귀국을 요청하자, 일본 경찰은 정난교에 의하여 요꼬하마 여관에 감금되어 있던 지운영을 구출하여 1896년 6월 23일 기선편으로 인천으로 보냈다. 한편 정난교 등은 지운영이 고종의 밀서로 일행을 암살하려 했음을 설명했고, 일본 경찰은 정난교 일파에게 위협이 가해지면 경시청에 보고하고, 사적인 제재는 가하지 말라고 주문하였다.
1891년 김옥균이 흥선대원군과 연대하려는 움직임을 보이자 그해 12월 11일 그는 이규완, 박영효와 함께 김옥균과의 절교를 선언하였다. 이는 1891년 12월 11일자 오사카 마이니치 신문에 보도되었다.

#### 이일직 일파 탐지
1892년 4월 민씨 일파인 민영소(閔泳韶)의 밀명을 받은 이일직은 무역상으로 가장해 일본에 들어왔다. 이일직은 김옥균, 박영효, 정난교, 이규완, 유혁로 등 갑신정변 이후 망명한 인사들에게 접근하였다. 고종과 민영소의 밀명을 받고 박영효, 김옥균 암살을 위해 파견된 자객 이일직(李逸稙)은 도쿄 건너가서 정치적 박해를 받아 축출된 척 연극을 하며 박영효, 김옥균 등과 교제하면서 그들을 살해할 기회를 엿보았다. 이일직은 금전적으로 궁핍한 이들에게 정치 자금을 제공하면서 쉽게 다가갈 수 있었다. 이일직은 도쿄에서 박영효를 암살할 목적으로 계속 박영효와 면담, 접촉을 시도하였으나 그를 의심한 유혁로, 이규완 등의 조언으로 박영효가 면담을 거부하여 성사되지 못하였다. 정난교는 이규완, 유혁로 등과 함께 이일직의 뒤를 캤다.
이일직은 김옥균과 그의 일행이 고베를 떠나는 것을 본 후, 오사카로 돌아가서 소네자키 무라에 있는 그의 애인의 집으로 갔다. 여기서 그는 머리를 짧게 자르고 외국인 옷을 입었다.1894년 조선 정부에서 파견한 암살대원 중 한 사람인 홍종우가 김옥균의 암살에 성공한 뒤, 홍종우의 일행이었던 이일직은 무사 권동수, 권재수 형제와 일본인 가와쿠보 즈네기치(川久保常吉)를 매수하여 박영효의 은신처를 알아낸 뒤 암살을 기도했다.
1894년 3월 25일 이일직은 다시 도쿄에 와서, 사쿠라다, 혼고 지역에 있는 호텔 무라이 칸에서 가와구보를 만났고, 이때 양인은 당분간 하숙하였다. 이일직과 가와쿠보는 이때 박영효, 정난교 그리고 이규완을 이 호텔로 유인해서 그들을 없애는 절차를 수행하자는 것은 이일직의 계획이었다. 그러나 그들을 그 곳으로 데려오기 위해 거듭 노력했으나 성공하지 못했다. 이일직은 그를 의심한 이규완과 정난교의 유인책에 말려들어 경솔하게 자신의 계획을 이야기하였고, 실행 직전 사전에 발각된다.

#### 박영효 암살 미수 분쇄
홍종우가 김옥균과 함께 상해로 출발하자 이일직은 시바쿠라다(芝區櫻田)도 혼교정(本鄕町)의 여관 운래관에서 서화회(書畵會)를 개최하여 박영효를 그 자리에 초대하려고 하였다. 이 때 그 곳에서 박영효를 생포하거나 혹은 암살하여 자루에 싸서 조선으로 보낼 밀계를 꾸미고 있었다. 이러한 상황에서 평소 이일직을 잘 알고 있던 이규완이 그를 찾아가 "박은 군을 민(閔) 일파가 보낸 자객이기 때문에 체포하여 고문할 것이다. 군들은 빨리 피하는 것이 좋을 것이다. 밖에는 정난교와 같은 강력무쌍한 종자가 있다"고 하면서 그를 타일렀다. 그러나 이일직은 다음날 박영효를 찾아갔다. 하지만 박영효의 주변에는 정난교, 이규완이라는 강력한 경호원이 있었다.
이일직 등은 박영효가 서예를 잘 하고, 서화와 서예, 그림 그리기를 좋아한다는 점을 이용, 박영효의 별실에서 휘호를 쓴 뒤 박영효가 품평을 하게 하는 사이에 저격할 계획을 세웠다. 이일직 등은 가와쿠보를 매수하여 박영효가 투숙하고 있는 친린의숙(親隣義塾)을 알아내고, 김태원(金泰元) 등을 보내어 박영효를 유인하게 하였다. 그러나 다른 일본인이 가와쿠보 쓰네키치가 이일직 등과 접촉하는 것을 알리면서 계획이 누설되었다. 권동수 형제는 권총과 일본도를 휴대하고 운래관(雲來館)에 대기하고 이일직이 직접 박영효를 방문, 암살하려 하였다. 그러나 이들의 움직임을 경계하던 이규완과 정난교에 의해 적발됨으로써 암살 계획은 실패로 돌아가고 만다.
이일직이 박영효 쪽에 심어놓은 김태원으로부터 이미 암살 계획을 들은 박영효의 측근들은 역으로 김태원에게 이일직 앞으로 편지를 보내 친린의숙으로 오도록 권했다. 이규완은 박영효가 3월 29일에 다른 곳으로 간다는 소문을 내고, 이일직에게도 3월 29일에 박영효가 떠나니 그 전날 초등학교에서 만나자고 제의하였다. 3월 28일 새벽, 이일직은 도쿄 쓰키지의 박영효 거처로 찾아갔으나 박영효는 이미 몸을 피해버려 집에 없었다. 이일직은 곧바로 그리 멀지 않은 친린의숙으로 갔다. 그곳에서 이일직이 나타나기를 기다리고 있던 이규완과 정난교는 이일직을 붙잡았다. 정난교는 이일직을 보고 바로 그를 잡아 기둥에다 묶었다. 그리고 그의 얼굴에 칼끝을 대고는 "네놈이 민(閔) 일파가 보낸 자객이라는 것은 확실하다"고 하면서 실토를 강요하였다. 이일직은 곧 이규완에 의해 친린의숙에 감금되었다. 그리고 그는 이일직을 심문하였다.

#### 이일직 고문 사건과 체포
1894년 3월 28일 그는 포박, 감금한 이일직에게 일본에 온 목적과 배후를 캐물었다. 이규완과 정난교는 이일직이 박영효, 김옥균 및 다른 사람들의 생명을 해치려는 계획에 몰두했었다는 사실에 대한 시인을 받아냈었다. 이규완은 이에 대해 박영효에게 알리고 다른 사람들과 논의하는 즉시, 이일직을 반초에 있는 기숙학교로 소환해서 그 곳에서 심문하기로 결의했다. 이 과정에서 그는 이일직의 손발을 건물 기둥에 포승줄로 묶고, 구타와 고문을 가했다.
그는 친린의숙에 감금된 이일직을 고문하여 음모사실을 고백하게 했다. 이어 일본 경찰에 신고했지만 고문 행위가 드러나 박영효 일파와 이일직의 일파 모두 체포되어 재판소로 넘겨 공판에 회부하였다. 당시 정난교 역시 제거 대상이었다. 도쿄지방재판소에 회부된 이일직은 검사와의 신문 조서에서 "김옥균, 박영효, 이규완, 정난교, 유혁로, 이선호(李瑄昊) 외 6명이다."라고 자백하였다. 지지신보 1894년 6월 20일자가 보도한 자객 이일직의 심문기에 의하면 "머리를 깎고 4월 24일 도쿄에 온 것은 박영효, 정난교, 유혁로, 이규완, 이선호 등 5인의 목과 손을 잘라 그것을 가방에 넣어 권동수, 권재수에게 들려서 귀국시키고, 나는 상하이 쪽으로 갈 목적으로 그랬다."는 것이다. 그러나 정난교 역시 이일직을 감금, 구타, 고문한 혐의로 함께 기소되었다.

#### 재판과 석방
1894년 6월 27일 박영효를 암살하려던 이일직은 다시 도쿄 지방법원에 살인 미수 혐의로 회부되었고, 정난교 역시 이규완 등과 함께 이일직 감금, 고문, 살인미수 혐의로 재판에 회부되었다. 도쿄지방재판소는 6월 28일 김옥균 살해 혐의와 박영효 등에 대한 살해미수 혐의 등으로 사형이 구형되었던 이일직과 무기 구형의 가와쿠보 쓰네키치에게 무죄 판결을 내렸다. 오히려 이규완, 정난교에게는 이일직을 불법 감금, 구타한 혐의로 유죄판결이 내려졌다. 권동수 형제와 김태원 등은 이에 앞서 무죄방면되어 조선으로 이미 송환된 상태였다.
그는 항소하였다. 그러나 정난교는 이일직 고문 혐의로 도쿄 지방법원에서 검사로부터 1개월의 중금고(重禁錮)형과 함께 벌금형 2원을 부과받고 보석을 신청, 20원의 보석금을 내고 곧 출옥하였다.

### 대한제국기 활동

#### 귀국 이후
1894년(고종 30년) 7월 친일 내각이 성립된 뒤 비밀리에 부산항을 통해 입국, 충청, 전라도를 시찰하고 민심을 살폈다. 1894년 11월 개화파가 갑신정변 죄인에서 사면 복권되면서 박영효가 귀국하자, 정난교는 관직에 복귀하였다. 11월 13일 고종은 금릉위 박영효의 직첩을 되돌려주고, 아울러 갑신정변에 관련되었던 대역죄인들도 모두 사면한다고 선언했다. 이미 국내에 잠입해있던 서광범, 이규완, 정난교 등은 거리를 활보하게 되었다. 그는 군사마에 임명되었지만 사퇴하였다.
1895년 초부터는 군대를 지휘하며 동학농민운동 토벌에 참여하였다. 그는 토벌대의 지휘관으로 동학 농민군을 진압하는 일을 맡았으며, 주로 충청도와 전라도 지방에서 군대를 지휘하였다. 1895년 2월 군무아문 참의 서리에 임명되었다. 동학 농민 운동 진압에 가담한 공으로 1895년 3월 1일 총리대신과 군무아문대신 서리의 주청으로 정삼품 통정대부(通政大夫)로 특별 승진, 바로 군무아문참의가 되고, 4월 1일 육군부령(陸軍副領)으로 군부대신 관방장(軍部大臣官房長) 겸 탁지부 재무관(財務官)에 임명되었다.
그런데 이때 그는 양주목사(楊州牧使)의 부임에 호위병을 붙여준다. 이때 양주목사의 부임길에 호위병을 국왕의 재가없이 출동시킨 사건을 계기로 군부대신 조희연의 진퇴 문제가 발생한다. 이 사건은 후에 김홍집 내각 붕괴의 원인을 제공한다. 그는 왕의 재가를 얻지 않고 양주목사 부임에 군사를 동원했고, 고종은 박영효 일파를 경계하게 된다. 이후 1895년 5월 10일 군부대신 관방장을 사퇴하였다. 6월 다시 육군부령(陸軍副領)이 되고 바로 정령(正領)으로 승진했다.
제1차 갑오개혁 당시 그는 박영효, 서광범 계열의 개혁 관료로서 활약하였다. 1895년 군무아문의 참의와 군부대신 관방장 등을 맡으면서 친일 정권의 군부 장악을 도왔다. 그러나 이번에는 친일 인사 축출 시도에 대한 훈련대의 장교를 자기 편으로 끌어들여 병력을 이용하여 권력을 탈취할 역쿠데타를 계획했다가 실패하였다.

#### 명성황후 암살 계획
1895년(고종 32년) 5월 그는 박영효, 이규완, 우범선 등과 함께 명성황후 암살을 모의하였으나 유길준의 폭로로 암살 미수는 실패로 돌아가고, 박영효는 다시 일본으로 망명하게 되었다. 은신해 있던 그는 1895년 10월 을미사변에 가담하였다.
그는 을미사변 당시 겐요샤 소속의 일본인 낭인들, 조선인 길 안내자들 외에 명성황후를 척살하기 위해 행동한 조선인 행동대의 한 사람이었다. 권동진에 의하면 자신과 자신의 형 권형진 외에도 정난교, 조희문, 이주회, 유혁로 등도 왕비 암살에 가담한 직접 행동파라고 증언하였다.
| “ | 이 음모에 간여한 사람은 일본 사람 강본류지조(오카모토 류노스케) 외 일본인 30여 명이 있었으며, 우리 사람으로는 개혁파의 관계자는 무조건 참가하였지. 우리 정부 대신을 비롯하여 훈련대 제1대대 제2중대장 내 백형(맏형) 권형진(사변 후 경무사로 임명) 등도 획책에 가담하였으며, 직접파로는 훈련대 외에 일본사관학교생도이던 우리 여덟명이 활동하였는데 그 성명은 정난교, 조희문, 이주회, 유혁로, 구연수 외 김모였다. | ” |

그러나 일본 낭인들이 먼저 명성황후를 발견하여 사살한다.
1895년 8월 을미사변 직후 권동진, 오세창 등과 함께 화를 피해 일본으로 망명했다. 그러나 그는 곧 비밀리에 귀국하였다.
1895년 5월의 명성황후 암살 미수 사건과 8월의 을미사변에 가담한 일로 그는 규탄의 대상이 되었고, 탄핵 상소가 빗발쳤다. 그는 본래 박영효의 명성황후 암살 계획에 참여했다가 실패하자 을미사변에 가담한 것이지만, 사람들은 박영효의 암살 미수 계획과 대원군, 유길준 등의 을미사변에 대해 같은 세력이 일으킨 것으로 해석하였다.
| “ | 8월 사변(을미사변) 때 대궐 안에 뛰어들어 흉악한 반역행위를 마구 한 것은 바로 박영효와 생사를 같이 하는 무리인 이주회, 유혁로, 정난교였습니다. 더없이 흉악한 음모가 자라오다가 이에 이르러 터졌으니, 저들이 5월에 시행하려던 것(박영효 음모 사건)을 8월에 미루어 시행했다는 것을 정확히 말할 수 있습니다. (중략) 김홍집, 유길준, 조희연의 무리들은 박영효의 패거리와는 다르지만 그 흉악한 반역 심보는 박영효의 무리와 같습니다. | ” |
|   | — 1896년 6월 17일 이승구의 상소 |   |

1896년 6월 17일 4품 이승구(李承九)가 상소를 올려 유길준(兪吉濬), 조희연(趙羲淵), 박영효, 정난교 등을 죄줄 것을 청하는 상소를 올리기도 했다.

#### 2차 망명 생활
1896년 2월 아관파천 이후에도 그는 박영효, 이규완, 유혁로, 유길준 등과 함께 고종 축출과 정부 타도를 모의했으나 실패하고, 명성황후 암살 동조 혐의 등도 추가되어 체포령이 떨어지자 바로 용산에서 배편으로 일본으로 망명하였다. 2차 망명 시 정난교는 이규완과 함께 박영효를 경호하면서 고베(神戶)에 은신하였고, 일본 이름을 쓰며 박영효가 설립한 조선인 유학생 학사(學舍)인 조일신숙(朝日新塾)에서 학생들을 지도하였다.
한편, 박영효, 정난교 등 이른바 '국사범'들은 환국공작에 열중하고 있었다. 후일 권동진은 삼천리 誌자에 당시 망명중이던 자신의 옛 동지를 소개할 때 한 사람으로 그를 소개하였다.
| “ | 청년시대의 제우(諸友) 먼저 청년시대의 나의 동무들을 말하면... 그때 동경에 망명하였든 인물들은 박영효, 조희연(군부대신 다니든 분), 장박(대신 지난이), 유길준(수상 지낸 이), 권영진(나의 중씨로 경무사), 유세남(내무차관 다니든 이), 김옥균, 그러고 우리 동렬로는 조희문, 이범래, 우범선, 이두황, 유혁로, 신응희, 정난교, 윤효정, 오세창 또 우리보담 조금 늦어 들어온 소장파에 이신(李申), 유동렬, 권석하, 이동휘 등 제인물이 있었다. 이 가운데는 1,2차 대면에 끈친 이도 있었지만은 대개는 여러 번 만났고 일도 도모하여 본 분들로 비교적 사람됨을 알 수 있었다. | ” |

고종은 일본 조정에 계속 사람을 보내 정난교와 이준용, 이규완, 유혁로, 유길준의 국내 송환을 요구했으나 일본 조정은 송환 요구를 거절했다. 박영효와 정난교 등이 환국 공작을 추진할 무렵 고종은 이들을 합법적으로 넘겨받아 처리하려 했다.
고종은 일본의 특사 이토 히로부미가 1904년 3월 내한하자 망명자 중 요인을 해외로 추방하거나 변방에 유치시킬 것을 제의하여 동의를 얻어냈다. 고종이 지명한 요인은 이준용, 박영효, 이규완, 유길준, 조희연, 장박, 이범래, 이진호, 조희문, 구연수, 이두황, 신응희, 권동진, 정난교 등 14명이었다. 그러나 일본은 고종에게 약속한 망명자 처분을 이행하지 않았다. 아관파천으로 친일정권이 붕괴된 이후에도 일본에 있던 국사범들은 끊임없이 쿠데타 음모를 계속하였다.

#### 관료 생활
1904년(광무 7년) 3월 17일 일본의 이토 히로부미가 한국에 특파대사 자격으로 경성부에 방문했다. 이토 방한 중 고종은 일본 측과 내밀히 일본에 체류하는 망명자 처리 문제를 논의하여 이준용, 박영효, 유길준, 장박, 조희연, 이두황, 이진호, 이범래, 조희문, 권동진, 구연수, 정난교, 이규완, 신응희 등 14명은 중범으로 용서해주는 것이 어려우며 그 밖의 자들은 귀국하면 각기 그 죄에 따라 관대히 처분할 수 있다는 뜻을 전했다.
1904년 4월 중순 고종은 주한일본국공사관에 조선인 출신 정치적 난민 신청자 중 정난교, 권동진, 박영효, 유길준, 장박, 조희연, 이두황, 이진호, 이규완, 이범래, 신응희 등 14명을 일본에서 추방하고, 나머지 다른 망명객은 송환할 것을 요청하였다. 주한일본공사는 4월 14일 일본 외무대신에게 보고했는데 일본 정부에서는 이들의 송환을 거절하였다.
그는 사농공상과 문존무비, 신분과 직업의 귀천을 가리고, 인품 보다는 직업, 사회적 지위에 따라 인간을 차별대우하는 사회에 대해서는 애정을 가질 필요가 없다며 냉소하였다. 1906년 박영효와 함께 재차 귀국한 정난교는 1907년 일본이 대한제국의 실권을 쥐게 되자 일제의 대한제국 병합과 식민 통치를 도우며 원조 친일파로서 역할을 다했다. 1907년(광무 10년) 군부대신 겸 관방장(官房長)이 되고, 그해 3월 11일 의친왕을 수행하여 일본을 방문하였다. 그해 7월 10일 이규완, 신응희 등과 함께 귀환하였다. 그해 7월 고종이 퇴위당하면서 대사면령이 내려져 사면되었고, 1907년(융희 1년) 11월 7일 대한제국 중추원 부찬의(中樞院副贊議) 주임관2등(奏任官二等)에 임명되었다. 1910년(융희 4년) 7월 초 일본을 방문했다가 7월 6일 귀국하였다. 그해 10월 한일 합방 조약이 체결되었으나 조약 체결 이후 총독부 고등관에 임용, 조선총독부 소속 도 참여관(道參與官)에 임명되었다.

### 생애 후반

#### 한일 합방 직후
1910년(융희 4년) 10월 1일 조선총독부고등관에 임용되어 충청남도 참여관(忠淸南道參與官), 고등관 3등(高等官三等)에 임명되었다. 한일 병합 조약 체결 직후 충청남도 참여관에 임명되어 1921년 2월까지 그 자리를 지켰고, 1927년에는 조선총독부 중추원 주임(奏任) 참의가 되었다. 1935년 총독부가 편찬한 《조선공로자명감》에 조선인 공로자 353명 중 한 명으로 수록되어 있다. 1910년 12월부터는 총독부 내무국의 지방 읍면장 징계위원회 위원을 겸임하고, 12월 20일 종5위에 서위되었다. 충청남도 참여관으로 있으면서 그는 신식 학교 설립, 유치를 추진하였고, 서양식 병원의 유치 정책을 도지사와 조선총독부 내무부에 수시로 상주하였다. 1912년 8월 2일 임시문관보통시험 출제위원이 되었다가 시험이 종료된 10월 31일 임시문관보통시험 출제위원에서 해촉되었다. 12월 16일에는 조선총독부 총독을 대신하여 아산군 읍내리의 김옥균의 묘 이장식에 참석하였다.
1912년 8월 한일병합기념장을 받았고, 1914년 12월 조선총독부 시정 5주년 기념 조선물산공진회 충청남도지역 사무위원에 선출되었다. 1914년부터 1918년까지 겸임 충청남도 지방토지조사회 위원으로 근무하면서 조선총독부의 지방 토지 조사 사업에 참여했다.

#### 조선총독부 관료 생활 활동
1915년 4월 14일 판임문관시험출제위원, 판임문관견습시험출제위원이 되고, 9월 30일 고등관 2등으로 승진하였다. 1915년 11월 다이쇼 천황 즉위기념 대례기념장을 수여받았다. 1916년 3월 31일 정5위에 서위되었다.
1920년 5월 28일 함경북도참여관 박영철, 전라북도참여관 김윤정 등 11인, 경성고등보통학교 교수 최재익(崔在翊), 경성여자고등보통학교 교수 현헌(玄櫶), 조선총독부 한국어통역관 스에야마 다케지로(陶山武二郞) 등과 함께 내지인교원 조선어시험 출제위원의 한 사람으로 위촉되었다.
1921년 2월 12일 조선총독부 문관분한령(文官分限令) 제11조 제1항 제4호에 의거해 휴직하였다. 문관분한령에 따라 휴직하면서 1923년 2월까지 휴직하고, 1923년 2월 퇴직하였다. 1923년 3월 중추원 참의가 되고, 1927년 6월 중추원 주임관 대우 참의인 주임참의에 임명되었다. 1930년 6월 훈6등 서보장을 수여받았다. 6월 5일 다시 중추원 참의에 연임되었다. 그는 타인에게 민폐를 끼쳐서는 안된다며 총독부가 주는 녹 외에도 스스로 토지를 매입하여 농업으로 생계를 영위하였다. 1933년 6월 3일 중추원 참의 임명 때, 칙임관대우인 칙임참의로 승진 임명되었다.

#### 참정권 주장과 최후
그는 조선인도 역시 일본의 국민이라며 참정권 허용을 요구했다. 1938년 5월 제19회 중추원 회의 시 "내선일체 정신을 일반 국민의 일상생활에서 구현하는 방책"에 대해 그는 "국민의 3대 의무인 병역과 교육, 중의원 의원 선거법을 조선에 시행하여 조선인에게도 진정한 일본 국민으로서의 자각을 촉구하여 충성으로서 군국에 보답하려는 관념을 환기"시키고, 유능한 조선인을 차별대우하지 말고 주요한 지위에 등용할 것과 조선인과 일본인의 결혼을 장려할 것을 제안하였다.
1938년 11월 17일 장단방호단 고문에 임명되었다. 1939년 6월 4일 중추원 칙임관 대우 참의인 중추원 칙임참의에 임명되었다.
1939년 11월 조선 유림의 모임인 조선유도연합회 중앙본부의 평의원에 선임되었다. 12월 25일 장단군의 유림 모임인 장단유도회 참여관으로 임명되었다. 1940년 5월 창씨개명령이 떨어지자 우미히라 란노리(海平蘭敎)로 개명하였다. 1941년 4월 중추원 칙임관 대우 참의로 승급하였고, 6월 중추원 회의 때는 "시국하의 민정에 특히 유의할 점"에 대해 내선일체의 강화, 철저, 지식계급의 애국반장 선출, 물자배급 원활, 생산확충자금 융통, 완벽한 노동 환경 조절 등을 건의하였다.
1944년 12월 28일 사망하였다. 일설에는 1943년에 종 4위 훈 6등으로 사망했다는 설도 있다.

### 사후
2002년 발표된 친일파 708인 명단과 2008년 민족문제연구소에서 친일인명사전에 수록하기 위해 정리한 친일인명사전 수록예정자 명단에 모두 선정되었다. 2009년 친일반민족행위진상규명위원회가 발표한 친일반민족행위 705인 명단에도 포함되었다.

## 가족 관계
갑신정변으로 일본에 망명한 뒤 일본 여자와의 사이에서 아들 1명을 얻었다. 대한매일신보 1910년 7월 29일자 기사에는 그가 "일본 여자와의 사이에서 아들을 얻었고, 그 아들을 보기 위해 출국했다가 삼작일(3일 전) 하오 8시에 귀국하였다"는 기사가 있다.
- 아버지 : 정광렴(鄭光濂)
  - 형 : 2명
- 부인 : 이름 미상, 갑신정변 이후 이혼
- 부인 : 이름 미상, 일본 여자[44]
  - 아들 : 이름 미상[44]

## 같이 보기
| - 갑신정변 - 조선총독부 중추원 - 명성황후 암살 미수 사건 - 박영효 - 박영교 - 김옥균 - 서광범 - 서재필 - 서재창 - 윤치호 - 이일직 - 지운영 - 홍종우 - 홍영식 | - 안경수 - 임은명 - 유혁로 - 윤계완 - 윤경순 - 윤웅렬 - 유길준 - 김홍집 - 박중양 - 김윤식 |

## 참고 자료
- 반민족문제연구소 (1993년 2월 1일). 〈정란교 : 박영효의 심복으로 친일 쿠데타의 돌격대 (김도형)〉. 《친일파 99인 1》. 서울: 돌베개. ISBN 9788971990117.
- 임종국 (1991년 2월 1일). 〈친일거두로 변신한 갑신정변의 주역들〉. 《실록 친일파》. 반민족문제연구소 엮음. 서울: 돌베개. ISBN 8971990368.
- 법원도서관, 《국역 고등법원판결록 제2권:민사》 (법원도서관, 2009)
- 정난교
- 정난교 간찰
- 정난교:천안문화원

## 관련 서적
- 박은숙, 《갑신정변 연구》 (역사비평사, 2005)
- 김경옥, 《여명 80년: 우리는 어떻게 살아왔나 제1권》 (서문당, 2005)
- 이은직, 《조선명인전 3》 (정홍준 역, 일빛, 2005)
- 이수광, 《신의 이제마 1,2》 (일송북, 2002)
- 신봉승, 《조선왕조 500년:24. 왕조의 비극》(금성출판사, 2010)
- 채만식, 《채만식 전집 08 (近日 외)》 (창작과비평사, 1989)
- 북악사학회, 《역사에 비춘 한국 근현대인물》 (백산출판사, 1999)
- 반민족문제연구소, 《친일파 99인: 분야별 주요인물의 친일 이력서 1》 (돌베개, 1993)
- 임종국, 《실록 친일파》 (돌베개, 1991)
- 국민대학교, 《사회과학연구 제8집》 (국민대학교 사회과학연구소, 1995)
- 민태원, 《불우지사 김옥균 선생 실기》 (이선아 역, 한국국학진흥원, 2006)